# Liste des pays riverains de la Méditerranée

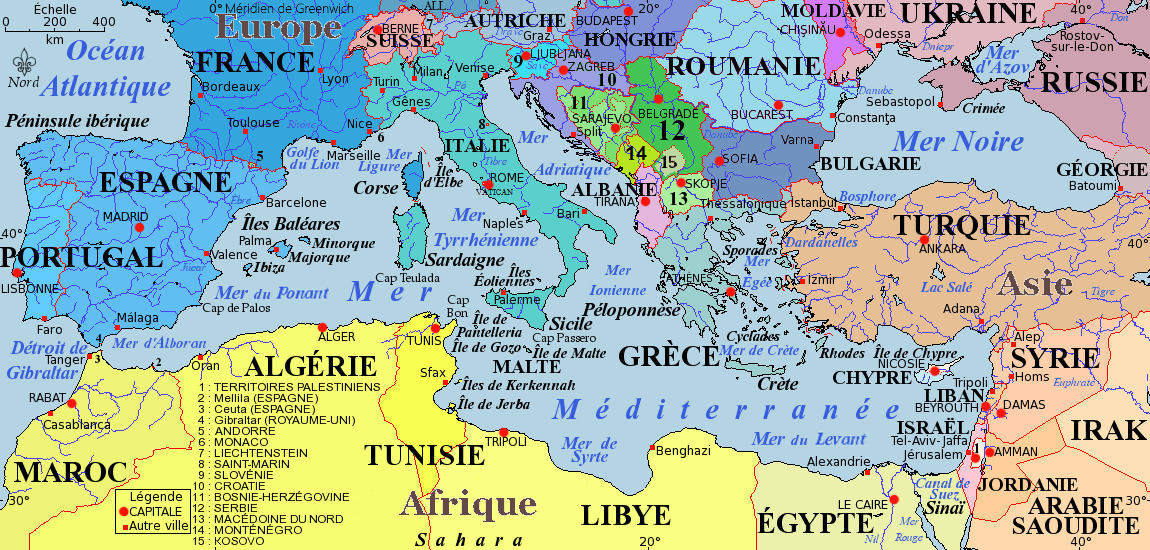
Pays riverains de la mer Méditerranée

Cet article est une  liste des pays et régions riveraines de la mer Méditerranée. Les régions et pays sont ordonnés dans le sens des aiguilles d'une montre.

## Rive européenne
- Royaume-Uni (Gibraltar)
- Espagne (Andalousie, Région de Murcie, Communauté valencienne, îles Baléares, Catalogne)
- France (Occitanie, Provence-Alpes-Côte d'Azur, Corse)
- Monaco
- Italie (Ligurie, Toscane, Latium, Sardaigne, Campanie, Calabre, Sicile, Basilicate, Pouilles, Molise, Abruzzes, Marches, Émilie-Romagne, Vénétie, Frioul-Vénétie Julienne)
- Malte
- Slovénie
- Croatie (Istrie, Primorje-Gorski Kotar, Lika-Senj, Zadar, Šibenik-Knin, Split-Dalmatie et Dubrovnik-Neretva)
- Bosnie-Herzégovine (Herzégovine-Neretva)
- Monténégro
- Albanie
- Grèce (îles Ioniennes, Épire, Grèce-Occidentale, Péloponnèse, Attique, Grèce-Centrale, Thessalie, Macédoine-Centrale, Macédoine-Orientale-et-Thrace, Crète, Égée-Méridionale et Égée-Septentrionale)
- Turquie
- Chypre

## Rive asiatique
- Royaume-Uni (les possessions de pleine souveraineté sur Chypre : Akrotiri et Dhekelia)
- Turquie
- Syrie (Lattaquié et Tartous)
- Liban (Akkar, Liban-Nord, Mont-Liban, Beyrouth et Liban-Sud)
- Israël
- Palestine (bande de Gaza)
- Égypte (Sinaï)

## Rive africaine
- Égypte
- Libye (Cyrénaïque et Tripolitaine)
- Tunisie
- Algérie
- Maroc
- Espagne (Ceuta et Melilla)